# Phasianoidea
Phasianoidea — надродина куроподібних птахів. Включає 225 видів у трьох родинах.

## Класифікація
- Родина Цесаркові (Numididae) Reichenbach, 1850 — 6 видів;
- Родина Токрові (Odontophoridae) Gould, 1844 — 34 види;
- Родина Фазанові (Phasianidae) Vigors, 1825 — 185 видів.

Також до надродини відносять викопну родину Gallinuloididae, що існувала в еоцені (48 млн років тому).